# Открытие электрона

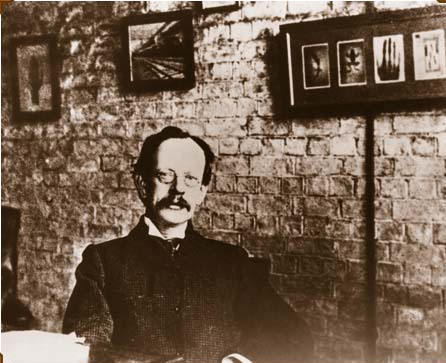
Джозеф Джон Томсон в своей лаборатории. После 1895

Датой открытия электрона считается 1897 год, когда Томсоном был поставлен эксперимент по изучению катодных лучей. Первые снимки треков отдельных электронов были получены Чарльзом Вильсоном при помощи созданной им камеры Вильсона.

## Предпосылки открытия, гипотезы
В 1749 году Бенджамин Франклин высказал гипотезу, что электричество представляет собой своеобразную материальную субстанцию. Центральную роль электрической материи он отводил представлению об атомистическом строении электрического флюида. В работах Франклина впервые появляются термины: заряд, разряд, положительный заряд, отрицательный заряд, конденсатор, батарея, частицы электричества.
Иоганн Риттер в 1801 году высказал мысль о дискретной, зернистой структуре электричества.
Вильгельм Вебер в своих работах с 1846 года вводит понятие атома электричества и гипотезу, что его движением вокруг материального ядра можно объяснить тепловыми и световыми явлениями.
Майкл Фарадей ввел термин «ион» для носителей электричества в электролите и предположил, что ион обладает неизменным зарядом. Г. Гельмгольц в 1881 году показал, что концепция Фарадея должна быть согласована с уравнениями Максвелла. Джордж Стони в 1881 году впервые рассчитал заряд одновалентного иона при электролизе, а в 1891 году, в одной из теоретических работ Стоней предложил термин «электрон» для обозначения электрического заряда одновалентного иона при электролизе.

### Катодные лучи
Катодные лучи открыты в 1859 году Юлиусом Плюккером, название дано Ойгеном Гольдштейном, который высказал волновую гипотезу: катодные лучи представляют собой процесс в эфире. Английский физик Уильям Крукс высказал идею, что катодные лучи это поток частичек вещества. В 1895 году французский физик Жан Перрен экспериментально доказал, что катодные лучи — это поток отрицательно заряженных частиц, которые движутся прямолинейно, но могут отклоняться магнитным полем.

### Бета-лучи
В то же время Анри Беккерель исследовал естественную радиацию и в 1900 году показал, что лучи, испускаемые радием, которые Эрнeст Резерфорд назвал бета-лучами, имеют такой же удельный заряд, что и катодные лучи.

## Опыт Томсона

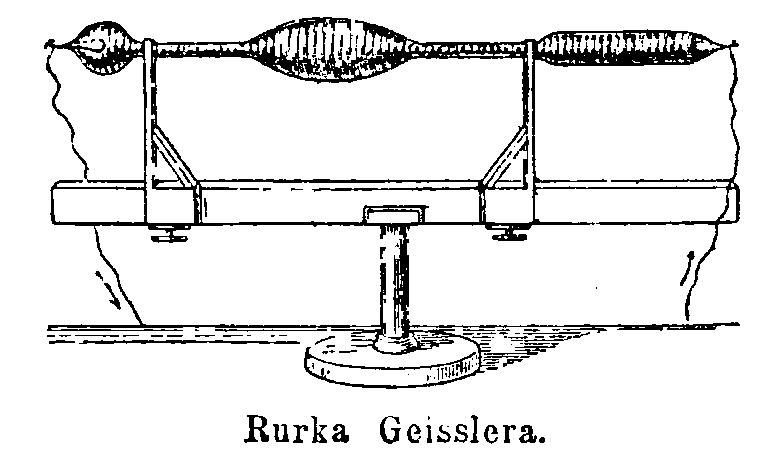
Трубка Гейсслера

С 1895 года Джозеф Джон Томсон в Кавендишской лаборатории Кембриджского университета начинает методическое количественное изучение отклонения катодных лучей в электрических и магнитных полях. Итоги этой работы были опубликованы в 1897 г. в октябрьском номере журнала «Philosophical Magazine». В своем опыте Томсон доказал, что все частицы, образующие катодные лучи, тождественны друг другу и входят в состав вещества. Суть опытов и гипотезу о существовании материи в состоянии ещё более тонкого дробления, чем атомы, Томсон изложил на вечернем заседании Королевского института 30 апреля 1897 года (по другим данным, 29 апреля). Извлечение из этого сообщения было опубликовано в The Electrician 21 мая 1897 г. За это открытие Томсон в 1906 году получил Нобелевскую премию по физике.
Опыт Томсона заключался в изучении пучков катодных лучей, проходящих через систему параллельных металлических пластин, создававших электрическое поле, и систем катушек, создававших магнитное поле. Было обнаружено, что лучи отклонялись при действии отдельно обоих полей, а при определенном соотношении между ними пучки не изменяли прямой траектории. Это соотношение полей зависело от скорости частиц. Проведя ряд измерений, Томсон выяснил, что скорость движения частиц гораздо ниже скорости света — таким образом было показано, что частицы должны обладать массой. Далее было выдвинуто предположение о наличии этих частиц в атомах и предложена модель атома, впоследствии развитая в опытах Резерфорда.
Независимо от Томпсона в том же 1897 году электрон открыл Э. Вихерт.